# Астільба китайська
Астільба китайська (Astilbe chinensis) — вид рослин родини ломикаменеві.

## Назва
Англійською мовою називається «несправжня козлина борода» (англ. false goat's beard).

## Будова
Багаторічна трав'яниста рослина, що досягає 50 см. Білі, рожеві чи пурпурові квіти зібрані у пухнасті волоті.

## Поширення та середовище існування
Зростає у Китаї та Кореї.

## Практичне використання
Одна з небагатьох багаторічних садових рослин, яку вирощувати можна у горшках.

## Галерея

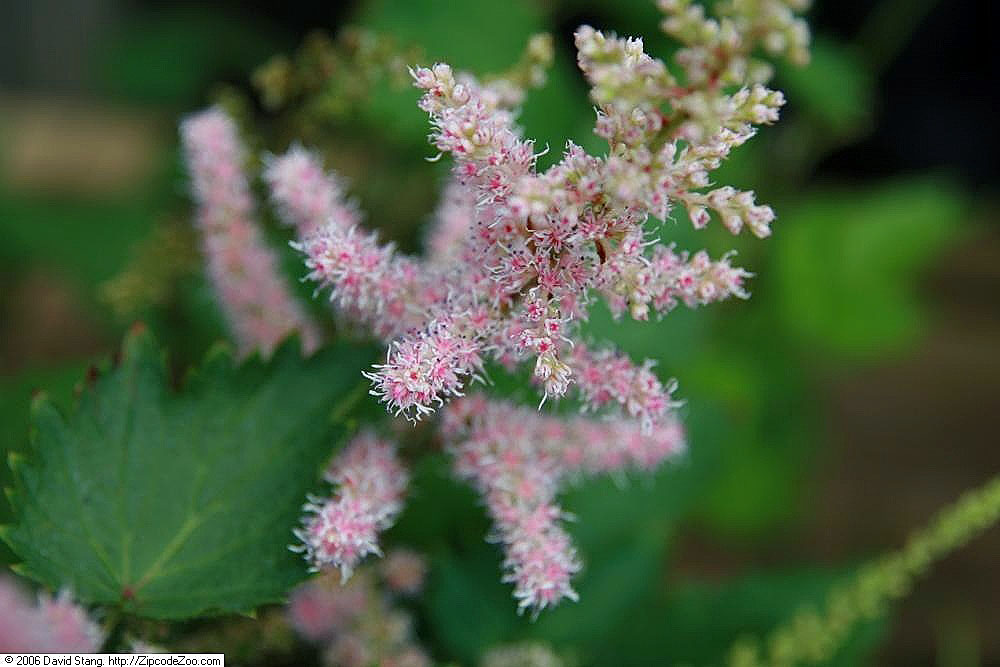
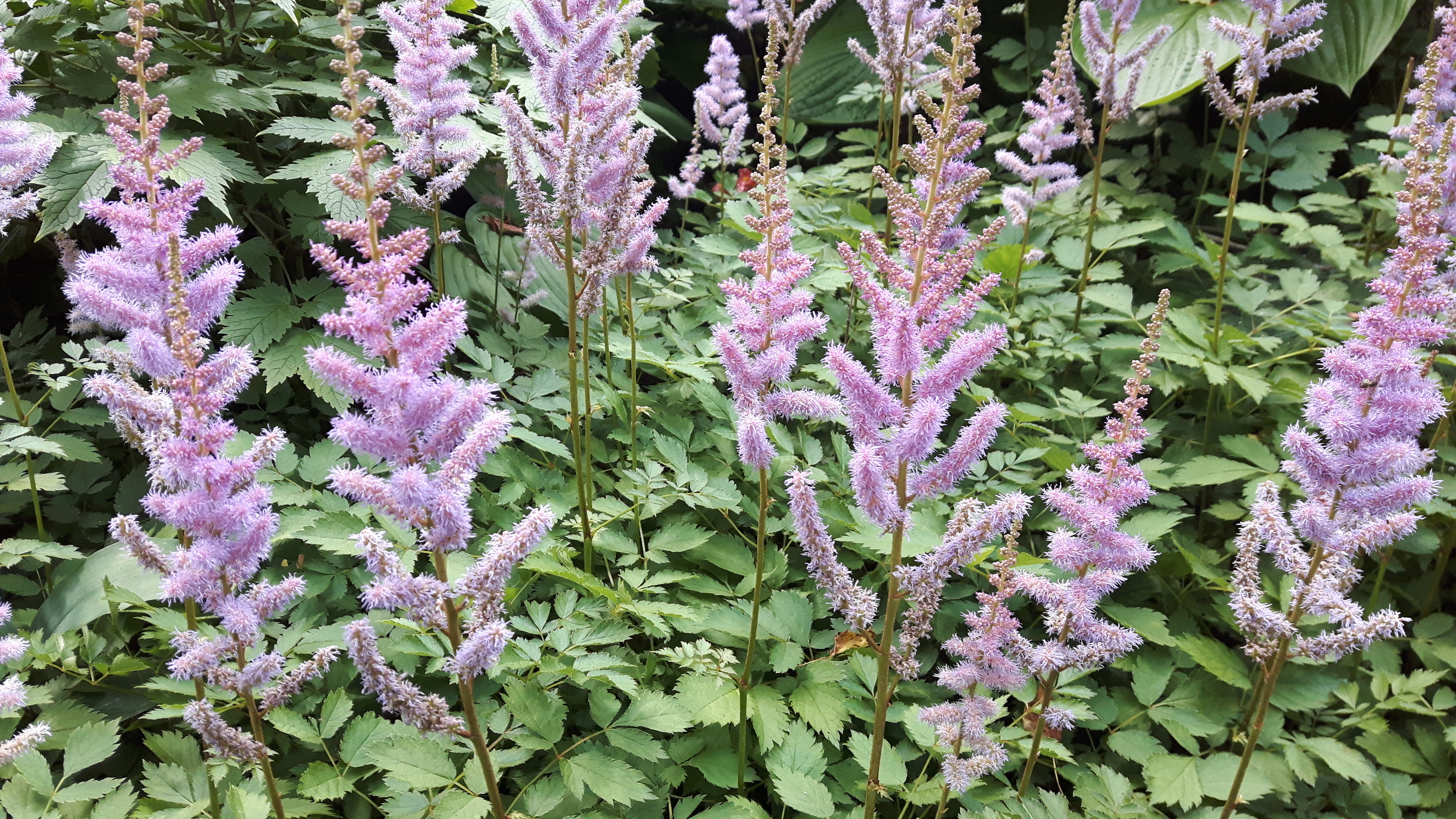
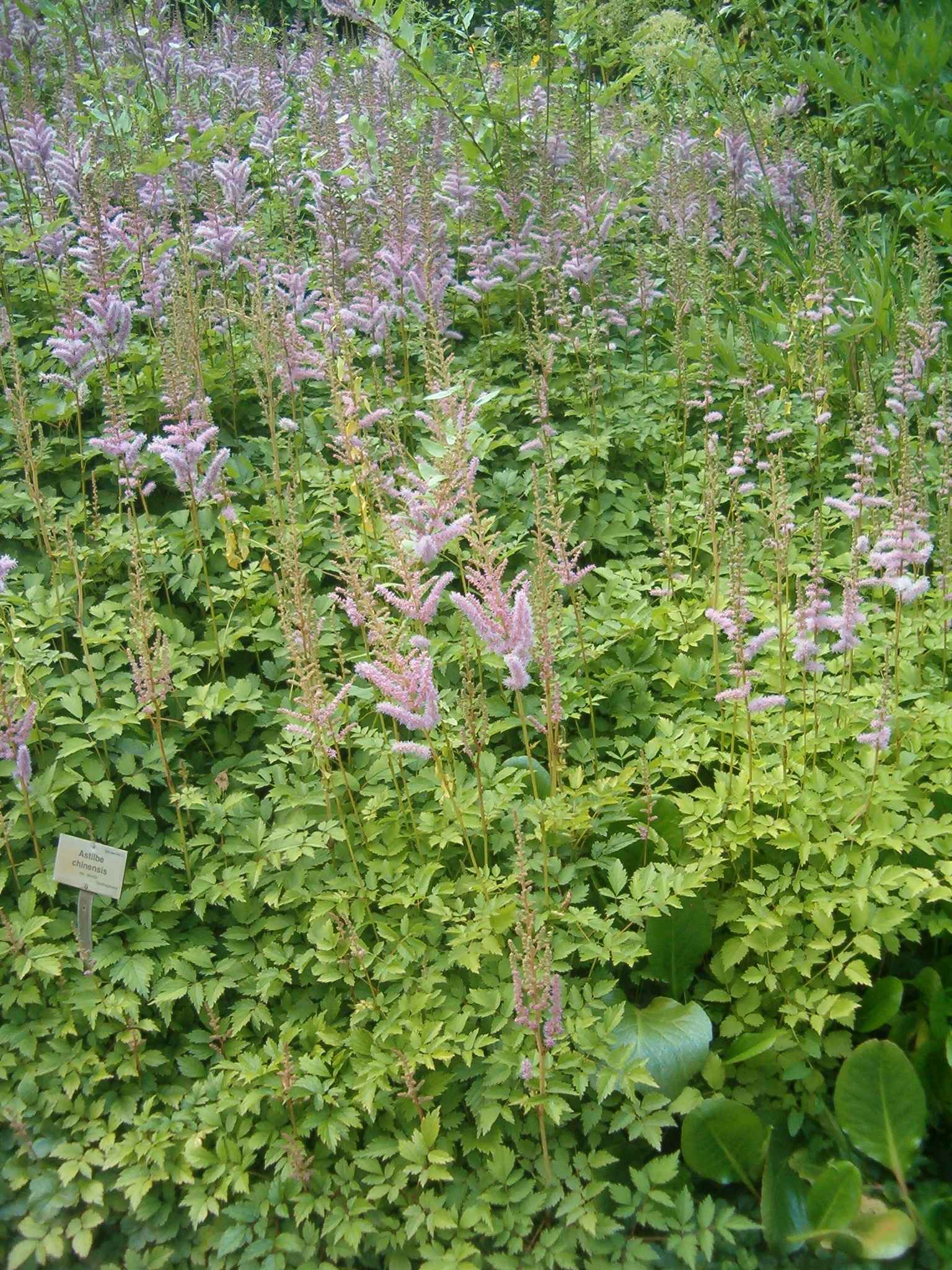